# Kriestcy
Kriestcy – osiedle robotnicze w Rosji, w obwodzie nowogrodzkim. W 2010 roku liczyło 8717 mieszkańców.